# بيير كاردينال
بيير كاردينال (بالفرنسية: Pierre Cardinal)‏ هو منتج أفلام وكاتب سيناريو ومخرج فرنسي، ولد في 8 يونيو 1924 في الجزائر، وتوفي في 16 مايو 1998 في السين البحرية في فرنسا.

## وصلات خارجية
- بيير كاردينال على موقع IMDb (الإنجليزية)
- بيير كاردينال على موقع ألو سيني (الفرنسية)
- بيير كاردينال على موقع قاعدة بيانات الأفلام السويدية (السويدية)
- بيير كاردينال على موقع قاعدة بيانات الفيلم (الإنجليزية)
- بيير كاردينال على موقع كينوبويسك (الروسية)